# Tadeusz Czerwiński (strzelec)
Tadeusz Czerwiński (ur. 30 września 1964 w Warszawie) – polski strzelec sportowy, olimpijczyk z Barcelony 1992 i Atlanty 1996.
Zawodnik Kadry Warszawa i Zawiszy Bydgoszcz. Wielokrotny mistrz i rekordzista Polski. Na igrzyskach olimpijskich w 1992 roku zajął 14. miejsce indywidualnie w konkurencji strzelania z karabinu dowolnego małokalibrowego w trzech postawach 50 m oraz 18. miejsce w konkurencji strzelania z karabinu dowolnego małokalibrowego w pozycji leżąc 60 strzałów.
Na igrzyskach olimpijskich w 1996 roku zajął 32. miejsce indywidualnie w konkurencji strzelania z karabinu dowolnego małokalibrowego w trzech postawach 50 m oraz 20. miejsce w konkurencji strzelania z karabinu dowolnego małokalibrowego w pozycji leżąc 60 strzałów.